# Цел
В бизнеса целта (от англ. goal) представлява идеалния резултат, желаното състояние, за което постигане се предприемат определени действия. Понятието е ключово за стратегическото управление и за управлението на проекти. В теорията на стратегическия мениджмънт, целта е производна от мисията и визията на дадената организация или проект.
В англоезичната литература се прави разграничение между goal (дългосрочна цел) и objective (краткосрочна цел). Краткосрочната цел обикновено е много по точно зададена и постигането ѝ може да се измери с ясни (често числени) критерии.

## Видове цели
- Доходност- свързани с реализираната печалба за година период.
- Пазарни- свързани с насоченост на продукта.
- Ресурсни- финанси, материални, чов. Ресурси.
- Иновационни- свързани с разработката на нови технологии.
- Социална отговорност- влиянието на фирмата върху соц.общество
- Екологични
- Производителност на труда

Съществува взаимодействие между целите на компанията и целите на проекта. Целите на компанията включват: висока производителност, ръст, стабилност и др. За съпоставка целите на проекта може да включват: време, работи, доставки, стойност, експлоатация